# Meerim Zhumanazarova
Meerim Zhumanazarova (Мээрим Жуманазарова; Bisqueque, 9 de novembro de 1999) é uma lutadora de estilo-livre quirguiz, medalhista olímpica.

## Carreira
Zhumanazarova conquistou a medalha de bronze na categoria livre feminino de 68  kg durante os Jogos Asiáticos de 2018. Em 2020, Zhumanazarova ganhou a medalha de ouro no evento feminino de 68  kg na Copa do Mundo de Luta Individual realizada em Belgrado, Sérvia.
Em 2022, Zhumanazarova ganhou a medalha de prata no  evento de 68 kg no Torneio Yasar Dogu realizado em Istambul, Turquia. Ela também ganhou a medalha de prata em seu evento no Campeonato Asiático de Luta Livre de 2022 realizado em Ulaanbaatar, Mongólia. Ela ganhou a medalha de ouro no evento de 68 kg nos Jogos da Solidariedade Islâmica de 2021 realizados em Konya, Turquia.
Zhumanazarova participou dos Jogos Olímpicos de Verão de 2020 em Tóquio, onde participou do confronto de peso médio, conquistando a medalha de bronze após derrotar a mongol Soronzonboldyn Battsetseg. Nos Jogos Olímpicos de Verão de 2024, em Paris, conseguiu a medalha de prata na mesma categoria.